# Bucov (gmina)
Bucov – gmina w Rumunii, w okręgu Prahova. Obejmuje miejscowości Bighilin, Bucov, Chițorani, Pleașa i Valea Orlei. W 2011 roku liczyła 10 388 mieszkańców.